# Храм Петра и Павла (Валдай)
Храм Петра и Павла — православный храм в городе Валдае Новгородской области. Расположен на старом городском кладбище.

## Описание
Церковь святых первоверховных апостолов Петра и Павла находится при городском кладбище в Валдае. Ранее здесь находилась деревянная церковь, выкупленная местными жителями у Иверского монастыря. Архимандрит Иверского монастыря отец Дорофей освятил её во имя Праведных Богоотцов Иоакима и Анны (так в православии называют родителей Богородицы).
Храм из красного кирпича был построен в 1858 году стараниями местного купца Василия Колобова.
Примерно за год-два до начала войны советские власти закрыли церковь и устроили в храме красильный цех, а потом военный телеграф. В алтаре поставили радиостанцию. Иконостас и церковные ценности были утрачены во время пожара в 1943 году. Разорённую Петропавловскую церковь вновь открыли в 1943—1944 году. Люди начали приносить церковную утварь, иконы — кто что имел. Иконостас привезли из деревни Ламерье Крестецкого района.
В 1998 году здание храма отнесли к памятникам архитектуры регионального значения.

## Галерея
| - храм в 2018 году - внутри храма - иконостас - вид на храм со стороны ворот кладбища в 2017 году |